# هان‌دندان
هان‌دندان (نام علمی: Hahnodon taqueti) نام یک گونه از راسته چندتکمیزه‌ایان است.